# Cá hồi Úc
Cá hồi Úc (danh pháp khoa học: Arripis) là một chi cá thuộc họ Cá hồi Úc (Arripidae), theo truyền thống xếp trong bộ Cá vược (Perciformes), nhưng gần đây được phân loại lại như là một phần của bộ Scombriformes.
Mặc dù có tên là cá hồi nhưng thực sự các loài trong chi này không liên quan đến cá hồi ở Bắc Bán cầu nhưng vẫn thuộc về Bộ cá vược, cái tên này có được do những người châu Âu di cư đặt cho.

## Các loài
Chi này bao gồm các loài:
- Arripis georgianus (Valenciennes, 1831)
- Arripis trutta (J. R. Forster, 1801)
- Arripis truttaceus (G. Cuvier, 1829)
- Arripis xylabion Paulin, 1993